# 双塔街道 (涿州市)
双塔街道，是中华人民共和国河北省保定市涿州市下辖的一个乡镇级行政单位。

## 行政区划
双塔街道下辖以下地区：
文兴街社区、天桥街社区、城西街社区、明慧街社区、羊市街社区、王字街社区、尚公街社区、营坊街社区、游福街社区、文昌祠社区、邱庄社区、东关社区、东安社区、永安社区、中化社区、大石桥村、北关村、史庄村、范连邓村、永乐村、上念头村、下念头村和北坛村。